# Acords de pau de Roma
Els acords generals de pau de Roma són el tractat de pau negociat entre el govern de Moçambic i els rebels de la Resistència Nacional de Moçambic el 4 d'octubre 1992.

## De la guerra civil a la democràcia
Després de la independència en 1975, Moçambic, sota la presidència de Samora Machel, líder del moviment socialista Front d'Alliberament de Moçambic (FRELIMO), es va alinear políticament junt a la Unió Soviètica, donant lloc a una economia socialista, i esdevingué un punt de referència per als moviments independentistes i anti-apartheid de les veïnes Sud-àfrica i Rhodèsia.
Aquests països, amb la contribució també dels Estats Units, finançaren l'establiment a Moçambic d'un exèrcit d'alliberament anticomunista anomenat RENAMO. En la dècada de 1980 la RENAMO va començar una sèrie d'atacs contra les estructures del país (principalment ferrocarrils, escoles i hospitals), que arrossegaria Moçambic a una guerra civil.
En 1984 Moçambic va signar amb el líder nacionalista sud-africà  P. W. Botha l'acord de Nkomati, que preveia la cessació de les hostilitats a canvi que Moçambic expulsés els membres exiliats del moviment anti-apartheid sud-africà Congrés Nacional Africà (ANC).
Moçambic tenia fe en l'acord però Sud-àfrica va seguir finançant als rebels. En 1986 Samora Machel va morir a territori sud-africà en un accident aeri en què molts van atribuir la responsabilitat de la intel·ligència sud-africa. A Machel el va succeir Joaquim Chissano.
En 1990 va col·lapsar el règim d'apartheid de Sud-àfrica, i el RENAMO també havia perdut el suport dels EUA. En aquest nou context, el FRELIMO i la RENAMO van començar a negociar. Al novembre es va acordar una nova constitució, que va decretar a Moçambic l'establiment d'una democràcia multipartidista.

## Els acords de pau
Els acords de pau es van assolir amb la llarga tasca de mediació, que va durar 27 mesos amb 11 sessions de treball, iniciada i duta a terme, amb el suport de la Nacions Unides, per la Secretaria d'Estat d'Afers Exteriors Mario Raffaelli, per l'ambaixador italià Manfredo Incisa de Camerana i la Comunitat de Sant Egidi, representada per Andrea Riccardi, Matteo Zuppi i el bisbe Jaime Gonçalves. Andrea Riccardi va presentar així el treball per la pau: 
| «                                        | Aquesta casa, aquest antic monestir, s'obre en aquests dies com una casa moçambiquesa pels moçambiquesos (...) Som conscients que sou patriotes de Moçambic, veritablement africans, sense la presència exterior. Cada un de vosaltres té profundes arrels al país. La vostra història es diu Moçambic. El vostre futur es diu Moçambic. Nosaltres mateixos som aquí com a amfitrions d'un esdeveniment i una trobada en que ens sentim totalment moçambiquesos. En aquesta perspectiva, la nostra presència es pretén que sigui més forta pel que fa a l'amistat, però discreta i respectuosa. | » |
| — Andrea Riccardi - Roma, juliol de 1990 | |   |

El Govern italià va estar representat per Mario Raffaelli. La delegació de Frelimo va estar present amb Armando Guebuza (que més tard es va convertir en President de Moçambic), la delegació de la Renamo amb Raul Domingos. Els acords van ser signats pel llavors president de Moçambic i cap del Frelimo Joaquim Chissano i pel cap de la Renamo, Afonso Dhlakama.
Els acords van entrar en vigor el 15 d'octubre de 1992. Les Nacions Unides va enviar una força de manteniment de la pau (Operació de les Nacions Unides a Moçambic) per tal de supervisar la transició a la democràcia. La transició es va completar en uns pocs anys, i en 1995 l'Operació de les Nacions Unides a Moçambic va marxar del país.